# Hines (Minnesota)
Hines ist eine Siedlung auf gemeindefreiem Gebiet („Unincorporated Community“) im Beltrami County im Norden des US-amerikanischen Bundesstaates Minnesota.

## Geografie
Hines liegt inmitten einer Seenlandschaft auf 47°41′10″ nördlicher Breite und 94°37′58″ westlicher Länge. Der Ort liegt in der Hines Township.
Benachbarte Orte von Hines sind Blackduck (8,8 km nordöstlich) und Tenstrike (6,1 km südwestlich).
Die nächstgelegenen größeren Städte sind Fargo in North Dakota (249 km südwestlich), Winnipeg in Kanada (393 km nordwestlich), Duluth am Oberen See (247 km südöstlich) und Minneapolis (382 km südsüdöstlich).
Die Grenze zu Kanada befindet sich 132 km nördlich.

## Verkehr
In Nordost-Südwest-Richtung führt der U.S. Highway 71 als Hauptstraße durch Hines. Alle weiteren Straßen sind untergeordnete und teils unbefestigte Fahrwege sowie innerörtliche Verbindungsstraßen.
Mit dem Bemidji Regional Airport befindet sich 33,9 km südwestlich ein Regionalflugplatz. Die nächsten Großflughäfen sind der 395 km nordwestlich gelegene Winnipeg James Armstrong Richardson International Airport in Kanada und der 405 km südsüdöstlich gelegene Minneapolis-Saint Paul International Airport.